# Marianne van Hogendorp-van Hogendorp
Jonkvrouwe Marianne Catherine van Hogendorp (Amsterdam, 1 december 1805 − 's-Gravenhage, 8 juni 1878) was een evangelisch sociaal-hervormster. 
Ze groeide op in de Haagse adellijke familie Van Hogendorp. Ze was getrouwd met haar verwant jonkheer Dirk van Hogendorp (1797-1845), wiens titel na het overlijden van zijn broer op 10 juli 1838 Graaf van Hogendorp was. Hij was raadsheer in het Gerechtshof. Samen kregen ze drie zonen en vijf dochters, waaronder Mariane Klerck-van Hogendorp (1834-1909), eveneens sociaal hervormster, daarnaast ook feministe, en Anna van Hogendorp (1841-1915), sociaal hervormster, feministe en publiciste.  Van Hogendorp betrok haar dochters Mariane, Anna en Wilhelmina bij het armenwerk onder behoeftige weduwen dat zij deed.
In 1847 richtte zij samen met de vrouw van de Waalse predikant Isaac Secrétan de Vereeniging 'Vrienden der Armen' op. Het hoofddoel van de vereniging was jonge weduwen met kleine kinderen te helpen door werkverschaffing (bijvoorbeeld in een gaarkeuken) en raadgeving. Gezinnen waarvan de man ziek of invalide was kwamen ook voor hulp in aanmerking. De hulp bestond nooit uit het geven van aalmoezen, vanuit de overtuiging dat de armen daar op langere termijn niet bij gebaad waren. Als de kinderen opgegroeid waren en zelf in staat waren geld te verdienen werden de gezinnen losgelaten. 
Ook richtte zij de eerste 'bewaar- en naaischool' op. Haar man verloor ze al jong, in 1845. Haar zoon Dirk, die na de dood van haar man een belangrijke rol in het gezin speelde, overleed in 1857.